# 국도 제112호선 (중국)
국도 제112호선(중국어: 112国道)은 허베이성 바오딩시의 현급시인 가오베이뎬시를 기종점으로 삼은 베이징 순환도로 성격이 짙은 중화인민공화국의 일반 국도 노선이다. 그러나 이 도로는 중간에 톈진시를 경유하게 되는 특이한 도로망이기도 하며, 총 연장은 1,228 km이다. 그래서 이 도로가 순환선 형태로 구성된다.

## 주요 경유지
주요 경로 및 거리는 다음과 같다.
| 주요 경로 및 거리 |           |
| \| 도시 \| 거리 (km) \| \| ------------------------- \| --------- \| \| 허베이성 가오베이뎬시 \| 0 \| \| 허베이성 바저우시 \| 59 \| \| 톈진시 시칭구 \| 118 \| \| 톈진시 베이천구 \| 136 \| \| 톈진시 닝허구 \| 207 \| \| 허베이성 펑난구 \| 245 \| \| 허베이성 탕산시 \| 262 \| \| 허베이성 펑룬구 \| 288 \| \| 허베이성 쭌화시 \| 332 \| \| 허베이성 싱룽현 \| 403 \| \| 허베이성 잉서우잉쯔 광구 \| 430 \| \| 허베이성 펑닝 만족 자치현 \| 645 \| \| 허베이성 츠청현 \| 789 \| \| 허베이성 쉬안화구 \| 885 \| \| 허베이성 라이위안현 \| 1086 \| \| 허베이성 이현 \| 1191 \| \| 허베이성 라이수이현 \| 1210 \| \| 허베이성 가오베이뎬시 \| 1228[1] \| |           |
| 도시 | 거리 (km) |
| 허베이성 가오베이뎬시 | 0         |
| 허베이성 바저우시 | 59        |
| 톈진시 시칭구 | 118       |
| 톈진시 베이천구 | 136       |
| 톈진시 닝허구 | 207       |
| 허베이성 펑난구 | 245       |
| 허베이성 탕산시 | 262       |
| 허베이성 펑룬구 | 288       |
| 허베이성 쭌화시 | 332       |
| 허베이성 싱룽현 | 403       |
| 허베이성 잉서우잉쯔 광구 | 430       |
| 허베이성 펑닝 만족 자치현 | 645       |
| 허베이성 츠청현 | 789       |
| 허베이성 쉬안화구 | 885       |
| 허베이성 라이위안현 | 1086      |
| 허베이성 이현 | 1191      |
| 허베이성 라이수이현 | 1210      |
| 허베이성 가오베이뎬시 | 1228      |

## 같이 보기
- 중화인민공화국의 일반 국도